# 測天型敷設艇
測天型敷設艇(そくてんがたふせつてい)は、日本海軍の敷設艇。同型艦5隻。
法令上(特務艇類別等級)は③計画艦5隻と④計画艦9隻を合わせて測天型としているが、このページでは③計画艦5隻のみを扱う。④計画艦は平島型敷設艇を参照。

## 計画
②計画で建造された夏島型敷設艇3隻に続き、防備隊所属敷設艇の代替艇として③計画(昭和12年度)により5隻建造された。
昭和12年度(1937年)の成立予算は1隻当たり2,450,000円、昭和16年度(1941年)に物価高騰を考慮した予算が追加され、1隻当たり2,540,064円となった。
仮称艦名は「第57号艦」から「第61号艦」。

## 艦型
計画番号H11。
前型の夏島型敷設艇(計画番号H5、H5b)の改良型になる。
軍令部の要求も夏島型に準じたものだったが、公試排水量を本型から機雷搭載状態に変更したため、計画で750トン(夏島型は510トン)となった。
船体は凌波性向上のため船首楼を艦橋後端まで延長、艦首に向かってシアーを付けた(夏島型はシアー無し)。
舵は低速での保針性のために半釣合舵を装備した。
主機は当初の計画ではタービンだったが、「猿島」で好評だったディーゼル推進とした。
搭載のマン式3号10型ディーゼルエンジンは元が商船用で比較的低速で重量も大きかったが、性能や信頼性が良く、出入港では内火艇のように自由に操艦できたという。
主砲に代わり、対潜水艦のために発射速度の速い40mm機銃を搭載したが、次型の平島型では8cm高角砲に戻されている。機銃は13mm連装機銃1基も装備した。
機雷は九三式機雷120個の搭載できた。
なお、次型の平島型では九三式機雷、五号機雷、九二式機雷(管制機雷)のどれか1種類搭載と計画されている。
機雷を搭載しない場合は、防潜網か捕獲網の搭載も出来た。
機雷庫は機械室の前後に置かれ、艦の前後方向の重心移動も考慮されている。
その他爆雷も36個搭載出来、
いわば対潜哨戒兼敷設艇であった。

## 運用
1937年(昭和12年)から1940年(昭和15年)にかけて、三菱横濱船渠と石川島造船所で建造され、
大戦中は本来の要港防衛や機雷敷設などに加え、船団護衛も行った。
終戦時は「巨済」1隻が横須賀で残存している。

## 同型艦
測天(そくてん)[II]1938年(昭和13年)12月28日竣工(三菱横浜船渠)。1944年(昭和19年)7月25日戦没(パラオ近海、航空機)。
白神(しらかみ)1939年(昭和14年)4月25日竣工(石川島造船所)。1944年(昭和19年)3月3日日蘭丸と衝突、3月5日得撫島南方で船体切断、沈没。
巨済(きょさい)1939年(昭和14年)12月27日竣工(石川島造船所)。終戦時在横須賀。復員輸送ののち1947年(昭和22年)11月20日英国に引き渡し、塩釜で解体。
成生(なりゅう) 1940年(昭和15年)6月20日竣工(三菱横浜船渠)。1945年(昭和20年)2月16日戦没(潮岬沖、米潜「セネット」)
浮島(うきしま)1940年(昭和15年)10月31日竣工(石川島造船所)。1944年(昭和19年)11月16日戦没(静岡県初島沖、米潜)